# Parc folklorique de Pyongyang
Le parc folklorique de Pyongyang (coréen : 평양민속공원) était un parc à thème situé à Pyongyang, en Corée du Nord, au pied du mont Taesong, dans le quartier de Daesong. Il a été ouvert le 11 septembre 2012 et fermé en 2016. Il était aussi appelé Mini-Pyongyang car il présentait les principaux sites de Pyongyang en taille réduite.

## Historique

### Création
La construction de l'ouvrage a débuté en décembre 2008 sous les instructions de Kim Jong-il,,, et avait comme thème l'histoire de la Corée. Il a été supervisé par Jang Song-taek. La construction du parc folklorique de Pyongyang a été achevée par une unité de l'armée populaire coréenne.
Le complexe a été ouvert le 11 septembre 2012. Il a été visité à deux reprises par Kim Jong-Un, une fois en janvier et une autre en septembre 2012.
Cette construction a été réalisée après le parc folklorique de Sariwon, situé dans la province du Hwanghae du Nord.
Il existe également des parcs folkloriques à Sukchon, dans la province du Pyongan du Sud. Les parcs folkloriques sud-coréens à thème historique tels que le village folklorique coréen sont des attractions populaires.

### Fermeture
Il a été fermé en avril 2016 sur ordre de Kim Jong-un, et les images satellites ont montré que le parc a été démoli,,.
Il n'y a pas de raison officielle à sa fermeture, les médias ont donc spéculé sur la raison de cet arrêt. Une hypothèse voudrait que le parc ait été fermé car l'installation rappelait à Kim Jong-un son oncle, Jang Sung-taek, qui a géré le projet avant son exécution en 2013,,. La fermeture du parc s'inscrirait selon cette hypothèse dans le cadre de la purge de Jang Sung-taek,.
La Corée du Nord a émis un timbre-poste à l'effigie du parc en 2013, mais le timbre lui-même n'a jamais été émis en raison de sa fermeture.

## Zone d'exposition

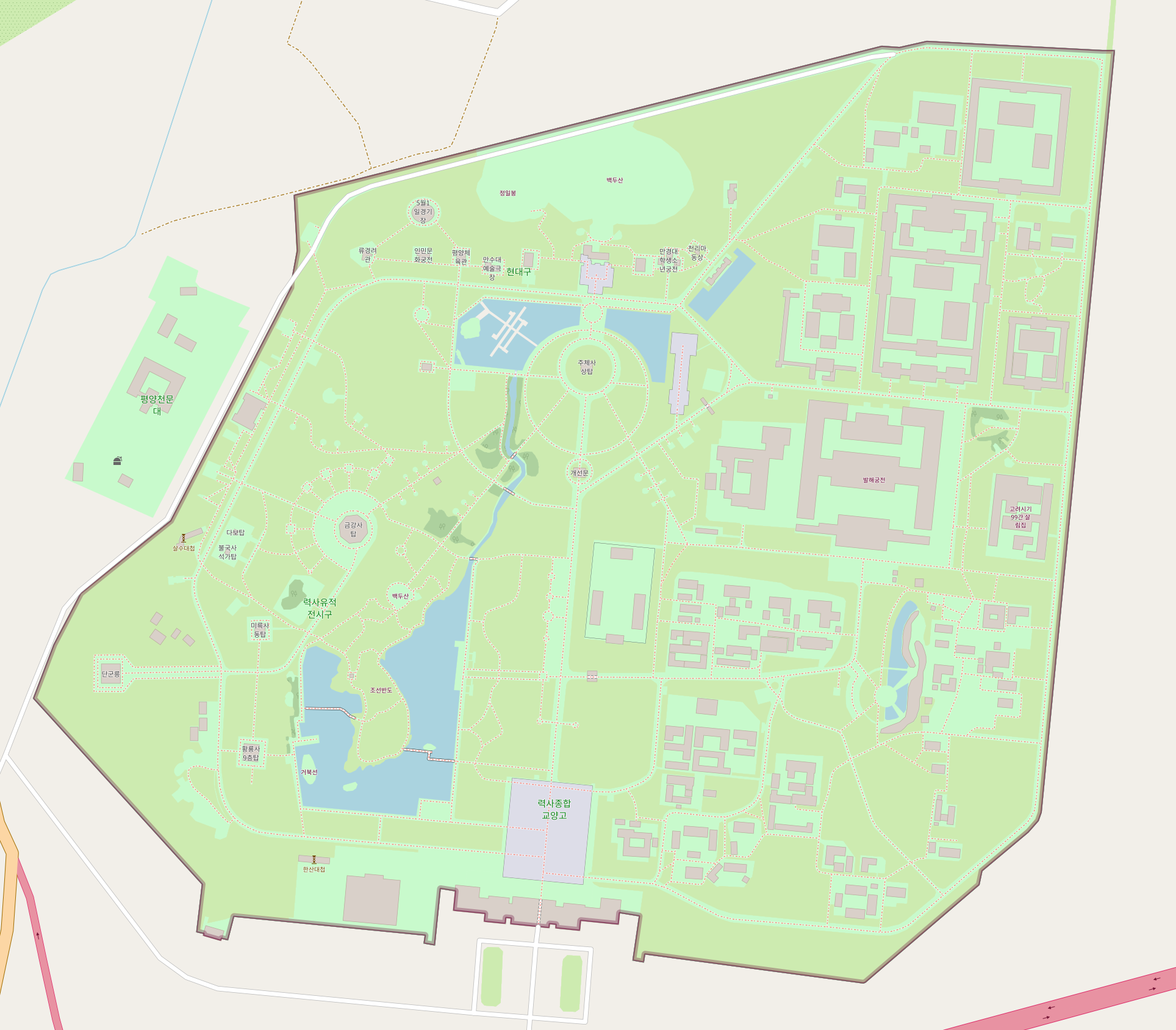
Carte du parc folklorique de Pyongyang

Le parc couvre 200 hectares,. Le site présente des reproductions de bonne qualité d'architecture de période ancienne. C'est un endroit prisé pour les visites lors de cérémonies de mariages.
Le parc comprend une zone d'éducation historique complète, une zone d'exposition de reliques historiques, une zone moderne, une zone de village folklorique, une zone de jeux folkloriques,, des zones de parc du Mont Paektu et des Monts Kumgang,,, où des modèles de sites et de bâtiments historiques sont exposés et des explications guidées sont données dans le parc.
La zone consacrée à la Corée du Nord avant 1945 présentait des constructions des différentes périodes précédant le régime actuel, comme la période Choson et Koryo.
Dans la zone d'exposition des sites historiques, la pagode Geumgangsa de la dynastie Goguryeo, la pagode Hwangryongsa de la dynastie Silla et la pagode Mireuksa de la dynastie Baekje ont été présentées en taille réelle. Des logements et des restaurants étaient également prévus dans le parc.
Le parc représente les bâtiments emblématiques de Pyongyang en taille réduite comme la tour du juche, le monument à la fondation du parti, le Grande maison des études du peuple, l'hôtel Ryugyong, l'arc de triomphe de Pyongyang, le stade du 1er mai.
La visite du parc prenait environ 3 heures.

## Fréquentation
Il y aurait eu 5000 visiteurs par jour et 1,17 million de visiteurs en trois ans de 2012 à 2015.
Les touristes visitaient rarement le parc. Lorsque les touristes s'y rendaient, ils faisaient généralement partie de circuits organisés. Les visiteurs étaient principalement constitués de locaux du pays.

## Objectif
Il ambitionnait de représenter les traditions culturelles coréennes,.

## Exposition avec une institution étrangère
En septembre 2014, une exposition associant l'EFEO, une institution française, a eu lieu dans ce parc. Cette collaboration est née à la suite des recherches en archéologie d'Elisabeth Chabanol à Kaesong,,.
C'est la première fois qu'une institution nord-coréenne s'associe avec une institution étrangère pour la création d'une exposition.
L'exposition a montré des morceaux de porcelaines, de poteries, de céladons, et des tuiles décorées découverts au cours des fouilles à Kaesong ainsi que des objets prêtés pour l'occasion par des musées de Kaesong et de Pyongyang. Les affiches accompagnant l'exposition étaient en langues coréenne, anglaise et française.